# リュウキュウカタベ
リュウキュウカタベ（Angaria delphinus）はカタベガイ科 Angariidae に属する海洋性の 巻貝の一種である。カタベガイ科 Angariidae は遺伝子系統樹では古い段階からサザエ科 Turbinidae 等と分かれた科で、Areneidae に近い。

## 外観
赤紫色を帯びた灰色の厳つい外観の巻貝。螺肋にそってサザエのような管状の棘が、成長方向斜め前方にむかって突き出る。螺塔は殻頂部で押しこまれたように平になっている。螺層には微細な突起を連ねた螺線が密に描かれる。殻口は円形で、蓋は革質。臍が開き、殻外面と同様に微小な突起を連ねた螺線が密にめぐる。殻径約6cm以下。

## 分布
沖縄以南の熱帯太平洋の潮間帯に棲む。